# 나의 주 크고 놀라운 하나님
나의 주 크고 놀라운 하나님(영어: Awesome God)은 미국의 워십 노래로, 1980년대 말 동안 미국에서 유명세를 탔던 곡이었다. 리치 멀린스가 작곡하였다. 제목은 성경 구절 (느헤미야 1장 5절, 느헤미야 9장 32절, 시편 47장, 다니엘서 9장 4절 등)에서 가져왔다.
현대에 이 노래는 매우 큰 히트를 쳤다. 오늘날 수많은 교회가 이 노래로 찬양하며 코러스, 독주, 메들리로 자주 이용된다. 마이클 W. 스미스의 Worship 앨범에도 후렴구만 수록되었다. 